# 장미이
장미이(중국어: 章尾而, 병음: Zhāng Wêiér 장웨이얼[*], 영어: Jamie Zhang, 1997년 8월 3일 ~ )는 홍콩의 가수이다.